# 陈锡文
陈锡文（1950年7月—），中国江苏丹阳人，出生于上海。男，汉族。中国共产党党员。

## 生平
1968年9月，下乡到黑龙江生产建设兵团。
1982年从中国人民大学农业经济系毕业后，进入中国社会科学院农业经济研究所，长期从事农业经济方面的研究工作。
1985年，调往国务院农村发展研究中心，先后担任发展研究所副所长、所长。
1990年6月，原中央农村政策研究室、国务院农村发展研究中心部分人员并入国务院发展研究中心，当年7月，陈锡文被调任国务院发展研究中心，先后担任农村经济研究部副部长、部长。此后，历任国务院发展研究中心党组成员兼农村经济研究部部长、国务院发展研究中心副主任等职。
2003年后，任中央财经领导小组办公室副主任、中央农村工作领导小组成员兼办公室主任、中央党的建设工作领导小组成员，至晚于2010年1月末出任中央农村工作领导小组副组长。
2008年，当选第十一届全国政协委员，代表中国共产党，分入第二组，并担任经济委员会副主任。第十二届全国政协常务委员。
2013年2月1日，国务院新闻办公室就发布的中央一号文件举行新闻发布会，中央农村工作领导小组副组长、办公室主任陈锡文介绍，农业农村发展取得“两大突破”。
2016年，不再担任中央财经领导小组办公室副主任、中央农村工作领导小组副组长兼办公室主任。
2018年2月24日，当选为第十三届全国人大代表。